# AK-103
АК-103 је јуришна пушка дизајнирана од стране Михаила Калашњикова 1994. године. Направљена је на основи пушке АК-74М, користећи метак 7.62х39 mm. Пушка АК-103 се може опремити са разним нишанима укључујући и ноћни и телескопски нишан, као и са бајонетима и бацачима граната (ГП-34). Новије верзије ове пушке имају пикатини шине што омогућава додавање додатне опреме. За разлику од АК-47 и 
АКМ, ова пушка користи пластику уместо дрвета или метала за рукохват, кундак и у неким случајевима оквир.

## Дизајн
Ова пушка има заштитни слој преко металних делова што спречава корозију. Рукохват, оквир и кундак су израђени од чврсте пластике која је отпорна на ломљење.
АК-104 је компактна верзија АК-103, са скривачем пламена сличним као на АКС-74У и краћом цеви.

## Корисници
- Алжир[2]
- Јерменија[3]
- Етиопија[4]
- Иран[5]
- Намибија[6]
- Либија[7]
- Пакистан[8]
- Палестина[9]
- Русија[10]
- Саудијска Арабија[11]
- Венецуела[12]